# Чарльз Дворак
Чарльз Едвард Дворак (англ. Charles Edward Dvorak; нар. 27 листопада 1878 — пом. 18 грудня 1969) — американський легкоатлет чеського походження, який спеціалізувався в стрибках з жердиною.

## Із життєпису
Першим серед стрибунів світового класу використовував бамбукові жердини.
Олімпійський чемпіон зі стрибків з жердиною (1904). На Іграх-1900 у Парижі вважався фаворитом у змаганнях зі стрибків з жердиною, прибув на змагання, проте не зміг взяти участь через непорозуміння з організаторами щодо розкладу змагань.
Дворазовий чемпіон США зі стрибків з жердиною (1901, 1903).
По завершенні спортивної кар'єри займався юриспруденцією, громадською, тренерською та викладацькою діяльністю.